# André Ooijer
André Antonius Maria Ooijer (Amsterdam, 11 juli 1974) is een Nederlands voormalig profvoetballer die als verdediger of verdedigende middenvelder speelde. Ooijer stond het grootste gedeelte van zijn loopbaan onder contract bij PSV en kwam verder uit voor FC Volendam, Roda JC, Blackburn Rovers en Ajax. Gedurende zijn carrière werd hij zevenmaal Kampioen van Nederland; vijf keer met PSV en twee keer met Ajax. Verder won hij twee KNVB Bekers met Roda JC en PSV en driemaal de Johan Cruijff Schaal met PSV. Ooijer beëindigde medio 2012 zijn profcarrière en trad in dienst bij PSV, waar hij tot medio 2023 assistent-trainer was.
Tussen 1999 en 2010 speelde Ooijer 55 interlands voor het Nederlands elftal. Hij behoorde tot de selecties voor de WK's 1998, 2006 en 2010 en kwam ook uit op Euro 2008. Ooijer beëindigde na het WK 2010 zijn interlandcarrière.

## Clubcarrière

### Verhuur aan FC Volendam
Ooijer groeide op in Amsterdam. Hij begon met voetballen op zijn vijfde jaar en sloot zich op zijn vijfde aan bij amateurclub SDW. Hij speelde later ook nog bij SDZ. Tijdens het seizoen 1986/1987 werd hij in de jeugdopleiding van Ajax genomen. Ooijer brak echter niet door tot het eerste.
Omdat een doorbraak uitbleef, vertrok Ooijer in 1994 op huurbasis naar het nabijgelegen FC Volendam, waar hij in het seizoen 1994/1995 32 wedstrijden op het hoogste niveau speelde. Hij maakte daarin vier doelpunten.

### Roda JC
Teruggekeerd in Amsterdam bleek Ooijer wederom niet voor het eerste elftal te gaan spelen. Roda JC was, na een goed seizoen van Ooijer bij Volendam, geïnteresseerd. Ooijer speelde er tweeënhalf seizoen. Hij groeide uit tot vaste waarde en speelde in totaal 75 wedstrijden en scoorde daarin negen keer.

### PSV
In de winterstop van seizoen 1997/1998 kocht PSV Ooijer voor 450.000 euro. Ooijer maakte zijn debuut voor PSV in het seizoen op 11 februari 1998 tegen FC Utrecht. Omdat rechtsback Vampeta kort daarvoor naar Brazilië was teruggekeerd, was die positie vacant en mocht Ooijer die meteen opvullen. In de wedstrijd tegen FC Utrecht scoorde Ooijer meteen. Hij bleef een vaste waarde voor de rest van het seizoen. Hij speelde twaalf wedstrijden en wist twee keer het net te vinden. Ooijer kreeg vervolgens veel te maken met blessures, waardoor hij vaak enkele wedstrijden miste.
In het seizoen 1999/2000 werd Ooijer voor het eerst in zijn carrière landskampioen. Gedurende dat seizoen speelde Ooijer achttien wedstrijden en maakte daarin een doelpunt.
Ook het volgende seizoen werd hij kampioen van Nederland. Maar weer speelde Ooijer niet heel veel wedstrijden mede door kleine blessures. Pas vanaf het seizoen 2001/2002 begon Ooijer minder blessures te krijgen. Hij begon meer wedstrijden te spelen en zelfs meer te scoren. Aan het begin van het seizoen 2006/07 raakte Ooijer, na het WK 2006, opnieuw geblesseerd.
Ooijer won vijf landstitels, twee KNVB Bekers en driemaal de Johan Cruijff Schaal. Europees gezien haalde Ooijer met PSV in het seizoen 2004/2005 de halve finale van de Champions League. Verschillende clubs hadden in de loop der jaren interesse in Ooijer, waaronder veel Duitse clubs zoals Schalke 04 en Bayer Leverkusen. In totaal speelde Ooijer 192 wedstrijden voor PSV en scoorde daarin negentien keer.

### Blackburn Rovers
Na het WK 2006 was er in de zomer van 2006 ook interesse van met name het Italiaanse Livorno. Uiteindelijk wilde de Italiaanse club niet het bedrag betalen wat PSV voor hem vroeg. Vlak voor het eind van de transferperiode, op 23 augustus 2006, forceerde Ooijer middels een werkweigering een transfer naar Blackburn Rovers, nadat PSV volgens hem het nieuwe contract dat hij wilde tekenen terugtrok.
Ooijers debuut voor Blackburn was in de thuiswedstrijd op 27 augustus 2006 tegen Chelsea. Het werd echter een ongelukkig debuut; Ooijer maakte een overtreding op John Terry binnen het penaltygebied, waarna Frank Lampard de strafschop benutte. Daarnaast kreeg Ooijer ook nog een deel van de schuld bij de tweede goal van Chelsea. Hij liet zich te gemakkelijk uitspelen door Didier Drogba; de wedstrijd eindigde in 0-2. Na deze moeizame start begon Ooijer langzamerhand steeds beter te adapteren aan de Engelse manier van spelen. Hij groeide na verloop van tijd uit tot een vaste waarde.
Op 20 januari 2007, tijdens zijn twintigste optreden voor de club, brak Ooijer zijn kuitbeen en verrekte hij zijn enkelbanden in een duel met Bernardo Corradi van Manchester City. Voor de rest van zijn debuutseizoen was Ooijer geblesseerd.
Het seizoen 2007/2008 verliep goed voor de geboren Amsterdammer; hij keerde terug van zijn blessure en was een basisklant. In het verloop van het seizoen 2007-2008 toonde Feyenoord interesse in de toen 33-jarige verdediger, die een aflopend contract had tot 2008. Een korte maand later voegden Ajax en AZ zich in dat rijtje. Rovers gaf aan dat Ooijer nog in de plannen van de club hoorde en dat de club waarschijnlijk de optie tot verlenging van het contract ging lichten.
Ook in het seizoen 2008/2009 was Ooijer een vaste waarde. Hij maakte in de openingswedstrijd van dat seizoen zijn eerste – en tevens heel belangrijke – doelpunt voor Blackburn. Hij maakte in de 94e minuut het winnende doelpunt tegen Everton. Ook scoorde hij in een thuiswedstrijd van Blackburn tegen Tottenham Hotspur.
Hij speelde vele wedstrijden en werd gezien als een rots in de branding in de verdediging van Rovers.

### Terugkeer naar PSV
Op 21 mei 2009 tekende Ooijer een eenjarig contract bij PSV, waardoor hij weer terugkeerde naar Nederland. Eerder speelde hij van 1997 tot 2006 bij de Eindhovenaren. In het seizoen dat hij terugkeerde speelde hij 25 wedstrijden, hierin wist hij echter geen goal te maken. PSV besloot aan het einde van dit seizoen het contract van Ooijer niet te verlengen.

### Ajax
Ajax was op zoek naar verdedigende versterking, maar beschikte door financieel verlies over weinig middelen. Op maandag 9 augustus 2010 werd bekendgemaakt dat de transfervrije Ooijer zijn handtekening onder een eenjarig contract zette bij Ajax. Ondanks zijn clubloze status stond Ooijer nog wel in het basiselftal tegen Brazilië op het WK 2010 in Zuid-Afrika. In deze wedstrijd maakte hij een goede indruk. Ooijer debuteerde op zaterdag 21 augustus 2010 in een thuiswedstrijd tegen Roda JC (3-0). Op 30 oktober 2010 maakte Ooijer zijn eerste doelpunt voor Ajax in de uitwedstrijd tegen Heracles Almelo (1-4 winst). Onder Martin Jol hield Ooijer Toby Alderweireld regelmatig uit de basis. Na de trainerswissel kwam Ooijer echter op een tweede plan. Toch werd op 28 februari bekendgemaakt dat Ajax het contract met Ooijer nog een jaar wilde verlengen. Ajax trainer Frank de Boer gaf aan dat Ajax in een opbouwfase zit en dat Ooijer daar met zijn ervaring en instelling perfect bij paste. Ajax maakte met Ooijer de afspraak dat hij talent niet in de weg staat, en daar ging hij goed mee om. Over zijn contractverlenging zei Ooijer; "Ik ben nog hartstikke fit en heb het idee dat ik er nog een jaar aan kan vastknopen. Ajax mijn laatste station, ik eindig in de top. Hier ben ik ooit als Amsterdammertje in de jeugdopleiding begonnen. Geweldig toch?!" Op 13 maart 2012 maakte Ooijer bekend na het lopende seizoen te stoppen met voetballen. Op zondag 6 mei 2012 speelde Ooijer zijn laatste wedstrijd in het betaalde voetbal, een uitwedstrijd tegen Vitesse. De wedstrijd werd met 1-3 gewonnen en Ooijer had hier een positief aandeel in door de 1-2 voor zijn rekening te nemen in de 74e minuut. Door dat doelpunt werd hij de oudste speler ooit van Ajax die een doelpunt maakte. Dat record stond eerst op naam van Arnold Mühren, met 37 jaar en 125 dagen. Ooijer verbrak dat record met 37 jaar en 300 dagen.

## Clubstatistieken
| Seizoen                      | Club                         | Competitie                   | Duels | Goals |
| ---------------------------- | ---------------------------- | ---------------------------- | ----- | ----- |
| 1994/95                      | Ajax                         | Eredivisie                   | -     | -     |
| 1994/95                      | → FC Volendam (huur)         | Eredivisie                   | 32    | 4     |
| 1995/96                      | Roda JC                      | Eredivisie                   | 23    | 1     |
| 1996/97                      | Roda JC                      | Eredivisie                   | 33    | 2     |
| 1997/98                      | Roda JC                      | Eredivisie                   | 19    | 6     |
| 1997/98                      | PSV                          | Eredivisie                   | 12    | 2     |
| 1998/99                      | PSV                          | Eredivisie                   | 21    | 2     |
| 1999/00                      | PSV                          | Eredivisie                   | 18    | 1     |
| 2000/01                      | PSV                          | Eredivisie                   | 20    | 2     |
| 2001/02                      | PSV                          | Eredivisie                   | 26    | 5     |
| 2002/03                      | PSV                          | Eredivisie                   | 32    | 5     |
| 2003/04                      | PSV                          | Eredivisie                   | 15    | 5     |
| 2004/05                      | PSV                          | Eredivisie                   | 24    | 2     |
| 2005/06                      | PSV                          | Eredivisie                   | 24    | 0     |
| 2006/07                      | Blackburn Rovers             | Premier League               | 20    | 0     |
| 2007/08                      | Blackburn Rovers             | Premier League               | 27    | 0     |
| 2008/09                      | Blackburn Rovers             | Premier League               | 32    | 2     |
| 2009/10                      | PSV                          | Eredivisie                   | 25    | 0     |
| 2010/11                      | Ajax                         | Eredivisie                   | 13    | 1     |
| 2011/12                      | Ajax                         | Eredivisie                   | 9     | 2     |
| Totaal in competitie verband | Totaal in competitie verband | Totaal in competitie verband | 425   | 37    |
| 1998-2010                    | Nederlands elftal            | -                            | 55    | 3     |
| Totaal                       | Totaal                       | Totaal                       | 480   | 40    |

## Nederlands elftal

André Ooijer kwam meer dan vijftig keer uit voor het Nederlands elftal

Ooijer kreeg voor het eerst een kans om voor het Nederlands elftal te spelen toen hij opgeroepen werd voor de WK-kwalificatiewedstrijd tegen Wales. Dit was in aanloop naar het Wereldkampioenschap voetbal 1998 in Frankrijk. Ooijer zat de hele wedstrijd op de bank, maar werd door bondscoach Guus Hiddink toch goed genoeg bevonden om mee te mogen naar het WK. Ook op het toernooi speelde hij niet. Zijn eerste interland speelde hij tegen Brazilië. Bondscoach Frank Rijkaard selecteerde Ooijer voor de wedstrijd en op 5 juni 1999 viel Ooijer tijdens de rust in voor Michael Reiziger. De wedstrijd eindigde in een 2-2 gelijkspel.
Ook drie dagen later speelde hij, als basisspeler, mee toen het Nederlands elftal nog een keer tegen Brazilië oefende. Ooijer kreeg na 83 minuten zijn tweede gele kaart en moest van het veld af. Voor EURO 2000, het Europees Kampioenschap in Nederland en België, werd hij niet geselecteerd. Hij was een van de laatste spelers die Frank Rijkaard liet afvallen voor het toernooi. Onder de volgende twee bondscoaches, Louis van Gaal en Dick Advocaat kwam Ooijer slechts sporadisch aan spelen toe, mede door veel blessureleed.
Ondanks dat hij de beide barragewedstrijden speelde voor kwalificatie van het EK 2004, werd hij niet voor dat toernooi geselecteerd. In de tweede barragewedstrijd (de thuiswedstrijd tegen Schotland) scoorde Ooijer de 2-0. De wedstrijd eindigde in een 6-0-overwinning voor Oranje.
Ooijer werd vervolgens geselecteerd voor het WK 2006 in Duitsland, waar hij de vaste centrale verdediger was. De verdediger startte tegen Servië-Montenegro in de basis. Ook tegen Ivoorkust en Argentinië speelde Ooijer negentig minuten. Oranje trof in de achtste finales Portugal, waarin Oranje met 0-1 verslagen werd. Ooijer was samen met Edwin van der Sar de enige die alle minuten van Oranje speelde tijdens dit WK.
Vlak voor het Wereldkampioenschap voetbal 2010 maakte zijn club PSV bekend dat het aflopende contract van Ooijer niet verlengd zou worden. Hij werd wel geselecteerd voor het toernooi in Zuid-Afrika. Vanwege een tijdens de warming-up opgelopen blessure van Joris Mathijsen stond Ooijer tijdens de kwartfinale tegen Brazilië in de basis.

## Interlands
| Aantal | Doelpunten | Gele kaarten | Rode kaarten |
| ------ | ---------- | ------------ | ------------ |
| 55     | 3          | 4            | 1            |

## Erelijst
- Kampioen van Nederland (7x): 1999/00, 2000/01, 2002/03, 2004/05, 2005/06 (allen met PSV) en 2010/011, 2011/12 (met Ajax)
- KNVB beker (2x): 1997 (Roda JC), 2005 (PSV)
- Johan Cruijfschaal (3x): 2000, 2001 en 2003 (allen bij PSV)
- Vice-wereldkampioen (1x) 2010 (met het Nederlands elftal)

## Privé
Ooijer was getrouwd met Joyce van de Kerkhof, een dochter van Willy van de Kerkhof, met wie hij twee dochters heeft. Uit een eerdere relatie heeft hij twee zonen.